# Манцев, Василий Николаевич
Василий Николаевич Манцев (1889—1938) — руководящий работник органов ВЧК-ОГПУ, начальник Следственного отдела ВЧК,  председатель Всеукраинской ЧК (ГПУ), затем заместитель председателя Верховного суда РСФСР. Расстрелян в 1938 году. После смерти Сталина реабилитирован посмертно.

## Биография
Сын служащего. Учился на юридическом факультете Московского университета, который не окончил. Член РСДРП(б) с 1906 года, участник революции 1905—1907 годов. Бежал из ссылки, с 1911 по 1913 год был в эмиграции. В 1913 году нелегально вернулся в Российскую империю, но был арестован и сослан в Вологодскую губернию. В 1917 году Член Ростовского совета РСДРП(б). Участник подготовки и проведения вооружённого восстания в Москве, секретарь Московского губернского комитета РСДРП(б).
С сентября 1918 года в органах ВЧК. С декабря 1918 года начальник Следственного отдела ВЧК, заместитель Ф. Э. Дзержинского. Председатель Московской ЧК. С конца 1919 года начальник Центрального управления чрезвычайных комиссий на Украине. С июля 1920 года член коллегии ВЧК. С августа 1920 года начальник Особого отдела Юго-Западного и Южного фронтов, начальник тыла Южного фронта. Председателями троек особых отделов ВЧК в Крыму были В. Н. Манцев и Н. М. Быстрых. Так, 22 ноября Манцев председательствовал на заседании «тройки» при рассмотрении дел по спискам на 117, 154 и 857 человек.
В 1921—1922 годах председатель Всеукраинской ЧК (ГПУ). С марта 1922 года народный комиссар внутренних дел УССР. В 1923—1924 годах являлся членом Центральной контрольной комиссии РКП(б). С августа 1923 года член коллегии Народного комиссариата рабоче-крестьянской инспекции СССР. С октября 1923 года член коллегии ГПУ (ОГПУ). В 1924—1936 годах начальник Планово-экономического управления ВСНХ, заместитель наркома финансов СССР. С 1936 года председатель специальной коллегии и заместитель председателя Верховного суда РСФСР.
Делегат 13-го, 15-го, 16-го съездов РКП(б)-ВКП(б).
Арестован органами НКВД 22 октября 1937 года. Внесен в сталинский расстрельный список «Москва-центр» от 22 декабря 1937 г. («за» 1-ю категорию Сталин, Молотов, Каганович, Ворошилов). Осужден к ВМН ВКВС СССР 25 декабря 1937 года по статье 58-8 («террор») и 58-11 («участие в антисоветской организации») УК РСФСР. Судебно-надзорная коллегия Верховного Суда СССР 22 февраля 1938 направила дело В. Н. Манцева на доследование. В марте 1938 года он выступал т. н. свидетелем на по «делу Право-троцкистского блока» (процессе по делу Бухарина и др.) как бывший «левый коммунист» в 1918 году. После окончания процесса и расстрела осужденных внесен в сталинский расстрельный список «Москва-центр» от 26 июля 1938 года («за» 1- категорию Сталин, Молотов). ВКВС СССР 28 июля 1938 приговорён к высшей мере наказания. Но только 19 августа 1938 года приговор был приведён в исполнение. Место захоронения - спецобъект НКВД «Коммунарка». 12 мая 1956 года определением ВКВС СССР приговор от 28 июля 1938 года в отношении В. Н. Манцева отменён «за отсутствием состава преступления». Реабилитирован посмертно.

### Адрес
- Москва, улица Кузнецкий мост, дом 19, квартира 44.

## В искусстве
- Хруцкий Э. А. МЧК сообщает… Изд-во: «Надежда-1», 1994. ISBN 5-86150-006-1.
- Игорь Болгарин, Виктор Смирнов «Багровые ковыли». Вече М. 2009 978-5-9533-4294-0